# Jeder stirbt für sich allein (Roman)

Schriftzug Jeder stirbt für sich allein auf einem Cover einer der ersten Ausgaben

Jeder stirbt für sich allein ist ein Roman des deutschen Schriftstellers Hans Fallada (Rudolf Wilhelm Friedrich Ditzen) aus dem Jahre 1947. Die Handlung basiert auf dem authentischen Fall der Eheleute Otto und Elise Hampel, die zwischen 1940 und 1942 regimekritische Flugblätter in Berlin verteilt hatten und denunziert worden waren. Fallada schrieb den Roman Ende 1946 in knapp vier Wochen; am 5. Februar 1947 starb er. Der Roman gilt als das erste Buch eines deutschen nicht-emigrierten Schriftstellers über den Widerstand gegen den Nationalsozialismus.
Seit 2002 erschien der Roman, teilweise neu- und teilweise erstmals übersetzt, in den USA, Großbritannien, Israel und Frankreich und wurde zu einem Bestseller. In Deutschland wurde der Roman 2011 in der ungekürzten Originalfassung neu veröffentlicht und erwies sich ebenfalls als Verkaufserfolg.

## Inhalt
Im ersten Teil („Die Quangels“) werden die Hauptpersonen des Romans eingeführt: Schreinermeister Otto Quangel und seine Frau Anna; sie wohnen in der Jablonskistr. 55 in Berlin. Im selben Haus wohnen Barkhausen, ein Denunziant und Gelegenheitsdieb, mit seiner Familie; Familie Persicke, linientreue Nazis; die Jüdin Rosenthal und der pensionierte Richter Fromm. Ins Haus kommt die Briefträgerin Eva Kluge mit einem Feldpostbrief, in dem den Quangels mitgeteilt wird, dass ihr einziger Sohn Otto im Westfeldzug gefallen ist. Evas Mann Enno Kluge, ein arbeitsscheuer Nichtsnutz mit Vorliebe für Frauen und Pferdewetten, kennt Barkhausen. Es kommt auch Trudel ins Haus, die Beinahe-Verlobte des toten Soldaten, die in einer kommunistischen Zelle mitarbeitet.
Durch den Tod von Otto junior kommen die Eheleute Quangel auf den Gedanken, Karten mit antifaschistischen Botschaften zu schreiben und in Treppenhäusern auszulegen. Barkhausen und Enno Kluge wollen in der Wohnung der Frau Rosenthal stehlen. Sie werden daran von den Persickes gehindert, die ihrerseits stehlen wollen, woran sie aber von Fromm gehindert werden. Fromm versteckt Frau Rosenthal, die jedoch das Leben im Versteck nicht ertragen kann, aus dem Fenster springt und stirbt. Trudel wird aus der kommunistischen Zelle ausgeschlossen.
Im zweiten Teil („Die Gestapo“) wird berichtet, wie erste Karten in Berlin auftauchen und was sie bewirken: Schrecken beim jeweiligen Finder. Enno Kluge wird bei einem Arztbesuch in einen solchen Kartenfund hineingezogen und verhört; er kann fliehen, wird von Barkhausen bespitzelt und schließlich an die Polizei „verkauft“. Barkhausen hat auch Ennos neue Freundin, die Zoohändlerin Frau Häberle, ausnehmen wollen, bekommt aber das Geld nicht und wird von Jugendlichen verprügelt. Sein Sohn Kuno, als Spitzel von ihm eingesetzt, gehört zu den Jungen, die ihn verprügeln, und setzt sich anschließend von zu Hause ab. Der Gestapo-Beamte Escherich ist mit der Aufklärung der Kartenschreiberei beauftragt. Er geht die Sache systematisch an, wird aber unter Druck gesetzt, möglichst schnell den Täter zu liefern. Obwohl er von Ennos Unschuld überzeugt ist, treibt er diesen Verdächtigen in den Suizid, um wenigstens etwas vorweisen zu können.
„Das Spiel steht gegen Quangels“ ist die Überschrift des dritten Teils: Trudel hat geheiratet und ist schwanger; sie wird zufällig Zeuge, wie Otto Quangel eine Karte in einem Treppenhaus auslegt. Ihrem Mann Karl Hergesell wird von einem ehemaligen KP-Genossen ein Koffer zur Aufbewahrung anvertraut – so werden beide später in den Fall Quangel hineingezogen. Quangels haben Kontakt zu Heffkes aufgenommen, dem Bruder und der Schwägerin Annas. Bei gelegentlichen Besuchen legen sie auch in dieser Gegend Karten aus. Dabei wird Quangel einmal beobachtet und angezeigt; Escherichs Nachfolger lässt ihn aber laufen, weil er aufgrund der Verteilung der Karten in Berlin einen Straßenbahner als Schreiber sucht. Als Quangel in seiner Schreinerei zwei Karten verliert und bei der Deutschen Arbeitsfront (DAF) anzeigt, er habe sie gefunden, wird der Betrieb gesperrt. Quangel wird aufgrund seines Wohnsitzes in der Jablonskistraße von Escherich als Täter erkannt und verhaftet. Quangel wird Escherich vorgeführt, der triumphierend seinen verbissensten Gegner verspottet. Indem er ihm beinahe alle Karten zeigt, die Quangel je geschrieben hat, zeigt er auf, dass die Leute mitnichten die Karten lesen und behalten oder gar an andere weiterreichen, sondern sich im Gegenteil möglichst schnell von ihnen distanzieren wollen und sie deshalb bei der Polizei abgeben. Auch Quangel ist davon zunächst schockiert, fasst aber nach einer Weile Mut, da immerhin sieben Karten nicht gefunden wurden. Escherich hält ihm die geringe Effektivität der jahrelangen Arbeit vor Augen, die Quangel auch noch mit dem Leben bezahlen werde. Quangel entgegnet aber nur, dass anständige Menschen kämpfen müssten, weil sie sonst irgendwann nicht mehr anständig seien. Anschließend hält er dem sich für sehr erfolgreich haltenden Escherich vor, dass auch dieser von den Launen der Machthaber abhängig sei. Nach dem Gespräch mit Quangel erschießt sich Escherich, da er erkannt hat, wie verlogen sein ganzes Leben war, da er sich bisher immer von seinem Tun und den verfolgten Opfern distanziert hat. Er ist damit der Einzige, bei dem die Karten den gewünschten Effekt hatten.
Eva Kluge arbeitet mittlerweile auf dem Land bei ihrer Schwester. Ihr neuer Freund Kienschäper bestärkt sie darin, den obdachlosen Kuno aufzunehmen. Barkhausen ist mit dem Spitzel Klebs in einen Diebstahl verwickelt, wird verhaftet und zusammengeschlagen.
Als vierter Teil folgt „Das Ende“: Geschildert werden die Verhöre der Eheleute Quangel; durch ein Versehen hat Anna Trudels Namen erwähnt, weswegen sie und Hergesell verhaftet werden. Trudel hat eine Fehlgeburt gehabt. Es folgen Aufenthalte in verschiedenen Gefängnissen, die Begegnung mit einem menschlichen Gefängnispfarrer und einem unmenschlichen Gefängnisarzt sowie die Verhandlung vor dem Volksgerichtshof – ein unwürdiges Verfahren, in dem Otto und Anna ihre Schuld gestehen, allerdings beide wegen negativer Äußerungen über Hitler und die SS vom Prozess ausgeschlossen werden und so der sadistischen Urteilsverkündung des Richters entkommen. Es gelingt Fromm, den beiden Quangels jeweils eine Giftampulle zukommen zu lassen. Otto lernt seinen Mithäftling, den kultivierten Dirigenten Dr. Reichhardt, näher kennen, von dessen Lebensführung in der Zelle er Wesentliches lernt. Zum Beispiel entdeckt er neue Seiten an sich, als er das Gespräch und das Schachspiel für sich entdeckt. Obwohl er den Pazifismus und die mangelnde Wehrbereitschaft seines Zellenkameraden ablehnt, werden die beiden gute Freunde. Otto findet seinen Frieden, entschließt sich die Kapsel aber noch nicht zu schlucken, da er die letzten Tage genießen will. Frau Quangel wirft die Ampulle weg, da sie sich nicht der Versuchung eines vorzeitigen Selbstmordes aussetzen will, solange die Chance besteht, ihren geliebten Ehemann vor der gemeinsamen Hinrichtung noch einmal wiederzusehen. Damit wird sie ruhig und freundlich, wird jedoch von den Wächterinnen und den anderen Insassen zunehmend für verrückt gehalten. Beide lernen schwierige Mitgefangene kennen. Karl Hergesell wird erschlagen, Trudel begeht Selbstmord. Otto Quangel hat es abgelehnt, ein Gnadengesuch einzureichen, und will unbedingt noch einige letzte Momente lang das Leben auskosten. Am Ende wird er mit dem Fallbeil hingerichtet, weil er sich nicht entschließen kann, Selbstmord zu begehen. Anna kommt Monate später in ihrer Zelle ums Leben, als das Gefängnis bei einem Bombenangriff zerstört wird. 
In der Zwischenzeit ist der völlig heruntergekommene alte Persicke als Trinker in einer Entziehungsanstalt gelandet. Sein Sohn Baldur, Schüler einer Napola (Nationalpolitische Erziehungsanstalt), hat durchsetzen können, dass Persicke nicht wegen Unterschlagung verurteilt wurde. Er besucht ihn in der Anstalt und nötigt den behandelnden Arzt, seinen Vater nicht zu entlassen, sondern ihm regelmäßig eine übelkeitserregende „grüne Spritze“ in hoher Dosis verabreichen zu lassen. Mutmaßlich wird der alte Persicke diese rabiate Behandlung nicht lange überleben. 
Das letzte Kapitel bietet einen hoffnungsvolleren Ausblick: Eva Kluge und Kienschäper haben geheiratet und Kuno adoptiert; dieser ist ein anderer Mensch geworden. Als er seinen Vater trifft, sagt er sich endgültig von ihm los, um frei auf dem Land leben und arbeiten zu können.

## Aufbau und Stil
Nach dem Prinzip seiner früheren Zeitromane Bauern, Bonzen und Bomben (1931) und Wolf unter Wölfen (1937) springt Fallada kapitelweise zwischen den einzelnen Handlungssträngen. Der Spannungsbogen wird so immer im übernächsten oder späteren Kapitel fortgesetzt. Bereits die zum Teil plakativen Überschriften der einzelnen Kapitel (Die erste Warnung, Die zweite Warnung etc.) dienen zur Spannungserzeugung. Der Roman des Erfolgsschriftstellers Fallada wendet sich an ein breites Lesepublikum. Er ist betont einfach, bildlich und lesbar geschrieben und erzeugt den Eindruck von Unmittelbarkeit und Authentizität. Das Leittempus Präteritum wird immer wieder vom Präsens unterbrochen, häufig bei einer Fokalisierung, also der Ablösung des auktorialen Erzählers durch die subjektive Erzählperspektive einer Figur.
Der Erzähler berichtet sachlich, nüchtern und differenziert. Er ordnet die Handlung für den Leser und vermittelt diesem häufig nicht-banale Einsichten. Dazu hat er Einblick in alle Figuren. Diese sind eher Typen als individuelle Charaktere und befinden sich nahe am Klischee. Es wird streng zwischen guten und bösen Figuren unterschieden, wobei erstere den ganzen Roman hindurch gut bleiben. Die Dialoge sind teilweise hölzern, sie geben sowohl authentisch die Sprache der Berliner Unterschicht wieder wie auch die demütigende und grausame Sprache des Nationalsozialismus.

## Interpretation
Für Heribert Hoven ragt Jeder stirbt für sich allein aus den frühen literarischen Auseinandersetzungen mit der Zeit des Nationalsozialismus heraus. Das bestimmende Moment sei die Angst, der alle Figuren des Romans ausgeliefert sind. Der Roman zeige ein „Geschlecht voller Angst“ in einem „permanenten Existenzkampf“, in dem sich jeder gegenüber allen anderen behaupten muss. Vorgeführt wird der Verfall der sozialen Bindungen und moralischen Werte in einem totalitären System. Das Haus in der Berliner Jablonskistraße 55 wird zu einer „Miniaturausgabe“ des Dritten Reichs, einer Gemeinschaft von Menschen, die sich gegenseitig denunzieren und einander nach Leben und Besitz trachten. So stehen die Menschen in einer Diktatur nicht nur beim Sterben, sondern bereits beim Leben allein.
Falladas Thema ist laut Hoven „das Verhältnis von Macht und Moral in der Diktatur“. Ein System, in dem kein Recht herrscht, werde von allgegenwärtigem Misstrauen bestimmt; statt bürgerlicher Ordnung basiere es auf Willkür. Quangels Motivation beruht auf der Suche nach Gerechtigkeit, und gerade die Wirkungslosigkeit seines Widerstands bestätigt am Ende nur die Notwendigkeit des Gewissens als höchster Instanz. Obwohl das Ende des Romans einen naiven, beinahe märchenhaften Anstrich beim positiven Ausblick in die Zukunft in Gestalt einer neuen Generation bezeugt, ist der Roman für Hoven nicht nur eine Abrechnung mit dem Dritten Reich, sondern er entstand auch auf der Schwelle zu einer neuen Diktatur in der DDR, die er zum Teil hellseherisch vorwegnahm, etwa in den Beschreibungen der Arbeit der Gestapo, die an die Praxis der späteren Stasi erinnern. So macht für Hoven gerade die Erfahrung zweier Diktaturen den späten Erfolg des Romans aus.
Der Schriftsteller Primo Levi, ein Überlebender von Auschwitz, nannte Falladas Roman „das beste Buch, das je über den deutschen Widerstand geschrieben wurde.“

## Werkgeschichte
Der Anstoß für einen „Widerstandsroman“ ging von Johannes R. Becher aus, damals Präsident des Kulturbundes zur demokratischen Erneuerung Deutschlands in der Sowjetischen Besatzungszone, der späteren DDR. Fallada lehnte den Vorschlag zunächst ab, weil ihm, der im Dritten Reich erfolgreiche Unterhaltungsromane geschrieben hatte, ein solches Werk nicht zustände. Schließlich schrieb er den 700 Seiten umfassenden Roman in einem – laut Heribert Hoven – wahren Schaffensrausch innerhalb von vier Wochen nieder. In seinem Vorwort verweist er darauf, dass das Geschehen von den Widerstandshandlungen eines Berliner Arbeiter-Ehepaars inspiriert wurde, dem Ehepaar Otto und Elise Hampel, das 1940 bis 1942 in Berlin Postkarten-Flugblätter gegen Hitler ausgelegt hatte und denunziert worden war. Fallada betonte jedoch auch, dass er sich von der Vorlage gelöst habe und keine Wirklichkeit berichte. In dieser waren die Angeklagten etwa keineswegs wie das Ehepaar Quangel im Roman in der Verhaftung gereift und am Ende angstlos in den Tod gegangen, sondern hatten einander vor Gericht gegenseitig beschuldigt, um der Hinrichtung zu entgehen.
Die Erstausgabe erschien 1947 im Aufbau-Verlag. Sie wurde aus politischen Gründen und vermutlich ohne Zustimmung des Verfassers in entscheidenden Details verändert. So passte es nicht ins Konzept der entstehenden DDR, dass eine kommunistische Widerstandszelle ihre Mitglieder opfert oder dass die Quangels früher Anhänger der Nationalsozialisten gewesen waren. Im Jahr 2009 wurde das Werk erstmals ins Englische übersetzt und es kam zu einer Wiederentdeckung des Autors, die durch Artikel der New York Times gefördert wurde. Im Frühjahr 2011 wurde der Roman in Deutschland vom Aufbau-Verlag erstmals in einer ungekürzten Fassung neu herausgebracht.

## Adaptionen

### Verfilmungen
Falladas Roman wurde fünfmal verfilmt.
Die erste Verfilmung entstand unter der Regie von Falk Harnack und wurde am 19. Juli 1962 erstmals in der ARD ausgestrahlt. Dabei spielten Edith Schultze-Westrum und Alfred Schieske die Hauptrollen.
Ende der 1960er Jahre ließ das DDR-Fernsehen den Roman von der DEFA als Dreiteiler verfilmen, der im September 1970 erstausgestrahlt wurde. Regie hierbei führte Hans-Joachim Kasprzik, die Hauptrollen wurden von Elsa Grube-Deister und Erwin Geschonneck verkörpert.
Sechs Jahre später spielten Hildegard Knef und Carl Raddatz die Hauptrollen in der Kinoverfilmung Jeder stirbt für sich allein (1976) von Alfred Vohrer.
Für das tschechische Fernsehen entstand 2004 I ve smrti sami (Jeder stirbt für sich allein), ein Dreiteiler unter der Regie von Dušan Klein. Als Ehepaar Quangel waren hier Jana Hlaváčová und Alois Švehlík zu sehen.
2015 erschien die Verfilmung Jeder stirbt für sich allein (OT: Alone in Berlin) unter der Regie von Vincent Perez. Der Film mit Emma Thompson und Brendan Gleeson in den Hauptrollen hatte seine Weltpremiere im Februar 2016 im Wettbewerb der Berlinale.

### Theater
Luk Perceval und Christina Bellingen verarbeiteten den Roman zu einem Theaterstück, das im Oktober 2012 im Thalia Theater in Hamburg Premiere feierte.
In einer Neufassung von Eberhard Petschinka hatte das Stück unter der Regie von Rafael Sanchez am 3. Dezember 2016 Premiere am Staatsschauspiel Dresden.
Mikko Roiha inszenierte 2017 Yksin Berliinissä - Annan ja Oton tarina, das auf der Grundlage von Falladas Roman entstand, in finnischer Sprache mit englischen Übertiteln. Die Premiere fand am 9. Februar 2017 in der Berliner Brotfabrik statt. Roiha, der regelmäßig in Berlin inszeniert, hat auch das Bühnenbild entworfen.

### Hörspiel und Hörbuch
Im Jahr 1986 entstand ein viel beachtetes DDR-Hörspiel unter dem Romantitel.
Einer stark gekürzten Hörbuchlesung von 2010 lieh Ulrich Noethen seine Stimme.

## Übersetzungen
UdSSR/Russland
- 1948, Иностранная литература, Каждый умирает в одиночку
- 2017, Издательство Синдбад, Один в Берлине. Каждый умирает в одиночку, ISBN 978-5-906-83704-2

Schweden
- 1948, Bonniers, En mot alla
- 2012, Lind & Co, Ensam i Berlin

Finnland
- 1949, Mantere, Kukin kuolee itsekseen
- 2013, ISBN 9789512089147, Yksin Berliinissä, Übersetzerin Ilona Nykyri[13]

Rumänien
- 1951, Editura pentru literatură și artă, Fiecare moare singur

Tschechoslowakei
- 1954, Československý spisovatel, I ve smrti sami
- 2012, Ikar, Každý umírá sám

Norwegen
- 1954, Aschehoug, Den veien du går alene
- 2011, Dinamo forlag, ISBN 978-82-8071-224-0 Alle dør alene

Estland
- 1959, Eesti Riiklik Kirjastus, Igaüks sureb omaette

Frankreich
- 1967, Plon, Reihe „Feux croisés“, Seul dans Berlin
- 2002, Éditions Denoël, Reihe „Et d'ailleurs“, ISBN 2-207-25305-8.
- 2004, Gallimard, Folio, ISBN 2-07-031296-8.

Polen
- 1989, Wydawnictwo Ministerstwa Obrony Narodowej, ISBN 83-11-07708-8 Każdy umiera w samotności

Italien
- 1995, Einaudi Editore, Ognuno muore solo
- 2010, Sellerio, Ognuno muore solo

USA und Großbritannien
- 2009, Melville House Publishing (USA), Every Man Dies Alone, Übersetzung: Michael Hofmann
- 2009, Penguin Books (UK), Alone in Berlin

Israel
- 2010, Proza, לבד בברלין

Niederlande
- 2010, Cossee, Alleen in Berlijn. ISBN 978-90-5936-3335. Übersetzung A.Th. Mooij (1949), revidiert von A. Habers (2010)

Spanien
- 2011, Maeva, Solo en Berlín, ISBN 84-15120-05-2.

Dänemark
- 2012, People’s Press, Alene i Berlin, ISBN 978-87-7108-261-6.

Iran
- 2013, Ketab Nashr Nika, بی‌همان . ISBN 978-600-5906-79-0, Übersetzung: Mohammad Hemmati

Japan
- 2014, Misuzu Shobō, Ltd., Tōkyō, ベルリンに一人死す (berurin ni hitori shisu), ISBN 978-4-622-07703-9, Übersetzung: Yōko Akane (赤根洋子)